# Рохов (Сењица)
Рохов (слч. Rohov) насељено је мјесто са административним статусом сеоске општине (слч. obec) у округу Сењица, у Трнавском крају, Словачка Република.

## Становништво
| Година:    | 1994. | 2004.   | 2014.   | 2024.   |
| ---------- | ----- | ------- | ------- | ------- |
| Број људи: | 406   | 386     | 416     | 382     |
| Разлика:   |       | -4,92 % | +7,77 % | -8,17 % |

| Година:    | 2023. | 2024.   |
| ---------- | ----- | ------- |
| Број људи: | 380   | 382     |
| Разлика:   |       | +0,52 % |

Према подацима о броју становника из 2024. године насеље је имало 382 становника.